# Patrick Graham
Patrick Graham est un auteur de thrillers et de polars de nationalité française. Il est entre autres l'auteur de l'Évangile selon Satan.  

## Biographie
Patrick Graham est pilote d'avion de formation et expert en intelligence économique auprès de grandes entreprises internationales. 
Né en France  il a passé une partie de sa vie aux États-Unis. 
Son premier roman, L'Évangile selon Satan (Prix Maison de la presse, 2007), a été vendu à plus de 200 000 exemplaires et a fait l'objet d'une quinzaine de traductions à travers le monde. 
Son deuxième roman, L'Apocalypse selon Marie, est paru aux éditions Anne Carrière en octobre 2008 et reprend des personnages de son premier livre, dont Marie Parks, avec une histoire toute autre.
Son troisième roman, Retour à Rédemption, paru en 2010, change tout à fait de registre pour s'immerger dans l'univers concentrationnaire d'un camp de redressement pour mineurs dirigé d'une main de fer par un pasteur évangéliste dans le sud des États-Unis.
Son quatrième roman, Des fauves et des Hommes, paraît en 2012. L'intrigue se déroule aux États-Unis pendant la Grande Dépression (1929) et met en scène deux personnages que tout oppose, dans un road-movie sanglant à travers une Amérique ravagée par la crise.  
Son cinquième roman, Ces lieux sont morts (éditions Fleuve Noir), paraît en avril 2014. Il met en scène un neuropsychiatre spécialiste de la réanimation des patients en coma dépassé, qui traque un tueur en série en aidant une jeune accidentée à retrouver la mémoire.

## Évolutions récentes
Début 2013, Patrick Graham a subi une opération à cœur ouvert suivie de plusieurs semaines d’hospitalisation. À sa sortie de clinique, alors qu’il souffre encore de nombreuses complications et qu’il est soumis à un repos strict, deux éditeurs transfèrent selon lui ses contrats d’édition, sans son consentement et à des conditions défavorables pour lui
Au terme de 700 jours d’arrêt de travail et d’autres hospitalisations, Patrick Graham a été placé en invalidité et a porté plainte au pénal contre les éditeurs concernés.
En réponse, l’un des éditeurs concernés a publié un droit de réponse et a porté plainte contre Patrick Graham pour dénonciation calomnieuse
Après classement sans suite de la plainte initiale de Patrick Graham par les services du procureur, un juge d'instruction du pôle financier du Parquet de Paris a ouvert une information judiciaire pour abus de faiblesse (article 223-15-2 du Code pénal) et extorsion (article 312-1 du Code pénal), et le Syndicat des écrivains de langue française (SELF) a annoncé qu'il se portait à son tour partie civile dans ce dossier afin de soutenir la plainte de Patrick Graham.

## Œuvres
- L'évangile selon Satan, Paris, Éditions Anne Carrière, 2007, 525 p. (ISBN 978-2-84337-380-0)
- L'apocalypse selon Marie, Paris, Éditions Anne Carrière, 2008, 539 p. (ISBN 978-2-84337-476-0)
- Retour à Rédemption, Paris, Éditions Anne Carrière, 2010, 387 p. (ISBN 978-2-84337-546-0)
- Des Fauves et des Hommes, Paris, Éditions Anne Carrière, 2012, 432p.
- Ces lieux sont morts,  Fleuve Noir, 2014, 432p.